# 保升镇
保升镇，原为保升乡，是中华人民共和国四川省遂宁市船山区下辖的一个乡镇级行政单位。2019年9月，撤销保升乡，设立保升镇，以原保升乡和原金家沟街道金桃社区、金家沟社区、凉水井社区、金荷社区、新开寺社区所属行政区域为保升镇的行政区域。

## 行政区划
保升镇下辖以下地区：
升红社区、插板堰村、新开寺村、干田坝村、刘板桥村、保升村、老拱桥村、太和桥村、白果湾村和宝凤村金桃社区、金家沟社区、凉水井社区、金荷社区、新开寺社区。